# Штюбель, Альфонс
Мориц Альфонс Штюбель (нем. Moritz Alphons Stübel; 26 июля 1835, Лейпциг — 10 ноября 1904) — немецкий геолог и вулканолог.
Он изучал химию и минералогию в Лейпцигском университете. Вместе с геологом Вильгальмом Райссом он провел геологические и вулканологические исследования Анд Колумбии и Эквадора, где работал с 1868 по 1874 годы. После этого, когда Райсс вернулся в Германию, Штюбель самостоятельно продолжил исследования в Перу, Бразилии, Уругвае, Аргентине, Чили и Боливии, вернувшись в Германию в 1877 году. Также он проводил астрономические измерения, метеорологические, этнографические и археологические исследования. Собранный им материал с последних дисциплин сейчас хранится в Музее сравнительных культур в Лейпциге.
Его книга «Totenfeld von Ancon in Peru» произвела глубокое впечатление на выдающегося археолога Макса Уле, с которым Штюбель общался, когда передавал в Королевский зоологический и антрополого-этнографическом музей часть своей коллекции. Вместе они планировали трёхгодичную (1892—1895) исследовательскую экспедицию, которая, однако, не состоялась.

## Избранные публикации
- «Geschichte und Beschreibung der vulkanischen Ausbrüche bei Santorin von der ältesten Zeit bis auf die Gegenwart», (History and Description of Volcanic Eruptions at Santorini from the Earliest Times to the Present), Bassermann, Heidelberg 1868
- «Skizzen aus Ecuador», (Sketches from Ecuador), Asher & Co., Berlin 1886
- «Die Ruinenstätte von Tiahuanaco im Hochlande des alten Perú», (The Ruins of Tiahuanaco in the Highlands of Ancient Peru)- with Friedrich Max Uhle; Hiersemann, Leipzig 1892
- «Die Vulkanberge von Ecuador», (The Volcanic Mountains of Ecuador), Asher & Co., Berlin 1897
- «Karte der Vulkanberge Anatisana, Chacana, Sincholagua, Quinlindaña, Cotopaxi, Rumiñahui und Pasocha»), (Map of the Volcanic Mountains: Anatisana, Chacana, Sincholagua, Quinlindaña, Cotopaxi, Rumiñahui and Pasocha), Leipzig 1903
- «Мартиника und St Vincent», Leipzig 1903
- «Rückblick auf die Ausbruchsperiode des Mont Pelé auf Мартиника 1902 bis 1903 vom theoretischen Gesichtspunkte», (Looking Back on the Outbreak Period of Mount Pelée in Мартиника from 1902 to 1903 from Theoretical Considerations), Leipzig 1904